# Midleton
Midleton (en irlandès Mainistir na Corann) és una ciutat d'Irlanda, al comtat de Cork, a la província de Munster. Està situada a 22 km de Cork per la carretera N25 entre Cork i Rosslare sobre el riu Owenacurra. Per ser una ciutat dormitori se la hi considera part de l'entorn metropolità de Cork.

## Història
En el 1180 una avaçada d'Hiberno-Normands encapçalada per Barry Fitz Gerald va construir una abadia en la presa del riu on es va establir un grup de monjos cistercencs procedents de Borgonya. Aquesta abadia va ser coneguda com l'Abadia Chore o Castro Chor, prenent el seu nom de la paraula irlandesa «cora» («presa»), encara que també es considera la hipòtesi que el nom procedeixi de la paraula «cor». La presència de l'abadia apareix en el nom irlandès de la ciutat Mainistir na Corann (Monestir en la Presa) així com en el nom del riu Owenacurra (Abhainn na Cora) o riu de les preses. L'església de Sant Joan Baptista va ser erigida en 1825 on es trobava l'abadia.
El capità i més tard almirall Sir Walter Raleigh va estar associat a Midleton durant llargs períodes, perquè va estar vivint en la propera localitat de Youghal entre 1585 i 1602. La seva presència es va deure a la recompensa en forma de lliurament de terres amb la qual va ser premiat per ajudar a sufocar la Segona Rebel·lió de Desmond entre 1579 i 1583. Per acabar amb la rebel·lió, se li va ordenar assetjar el castell de Barry, prop de Cahermore. El senescal d'Imokilly es va refugiar en l'abadia en ser expulsat del castell, però Raleigh el va fer fugir d'allí una mica més tard. Walter Raleigh és considerat el primer europeu a plantar patates.
La ciutat es diu actualment Midleton («ciutat al mig») per la seva situació entre Cork i Youghal. En 1670 Carles II d'Anglaterra li va concedir els privilegis per tenir un mercat i una parada de correus, convertint-se més tard en una parada del Gran Ferrocarril del Sud i Oest d'Irlanda.
Alan Brodrick, portaveu de la Cambra dels comuns d'Irlanda i canceller d'Irlanda va ser el primer a ser nomenat Baró de Midleton en 1715 i més tard Vescomte en 1717. Avui dia el carrer Broderick commemora aquests fets.
Una escola privada coneguda com a Midleton College va ser fundada per Elizabeth Villiers, tutora de Guillem III d'Anglaterra, en 1696. Aquesta escola està actualment associada a l'Església d'Irlanda. Entre els seus antics alumnes es troben Isaac Butt, fundador de la Home Rule League, important partit polític irlandès del segle xix i John Philpot Curran, pare de Sarah Curran. Avui dia l'escola és famosa per la gran qualitat dels jugadors de hurling allí formats, molts dels quals han estat internacionals amb la selecció irlandesa.
Midleton també és la seu de les Destil·leries de Cork, creades en 1825, les quals formen part de les Destil·leries Irlandeses des de 1967 i avui dia parteix de la companyia francesa Pernod Ricard. El whisky, vodka i la resta de begudes es destil·len actualment en el nou complex de destil·lació de Midleton, ja que la fàbrica antiga ha estat convertida en un centre de visitants. Aquesta edificació posseeix el rècord de tenir l'alambí més gran del món, amb una capacitat de 140.000 litres i també el molí d'aigua més gran d'Irlanda, amb una roda de més de set metres de diàmetre. Els famosos whiskys irlandesos Paddy i Jameson són produïts a Midleton.
En el començament del carrer principal de la localitat es troba un monument a 16 soldats de l'Exèrcit Republicà Irlandès que van morir en la Guerra d'Independència Irlandesa. Dotze d'ells van morir en els combats contra l'Exèrcit Britànic prop de Clonmut, mentre que quatre més van ser capturats i més tard executats. Aquest incident va ser el fet on més membres de l'IRA van morir durant la guerra. El capità Sean O'Shea va dirigir als nois de Clonmut que van participar en els fets i està enterrat al cementiri de Midleton, com a líder de l'aixecament republicà. Prop de la seva tomba hi ha un monument que commemora el 200 aniversari de la rebel·lió irlandesa de 1798.